# Des Großen Kurfürsten Reitermarsch
Der Kavalleriemarsch Des Großen Kurfürsten Reitermarsch (Armeemarsch I, 38 (Armeemarsch III, 72)) entstand im Jahr 1892 für das Leibkürassierregiment Nr. 1 in Breslau. Komponiert wurde er von Kuno von Moltke, Stadtkommandant von Berlin und später auch Flügeladjutant Kaiser Wilhelms II.
Als Traditionsträger des Leib-Kürassier-Regiments war er bis 1945 der Regimentsmarsch des Panzerregiments 2 in Eisenach.
Aufgrund seines feierlichen Charakters und der eindrucksvollen Solofanfaren im Zwischenspiel ist Des Großen Kurfürsten Reitermarsch häufiger Bestandteil militärischer Feiern in der Bundeswehr. Besonders oft wird er für die Serenade im Zeremoniell des Großen Zapfenstreichs ausgewählt. Er ist darüber hinaus Truppenmarsch des deutschen Heeres, des Kampfhubschrauberregiments 36, der Panzerbrigade 21 und der Schule gepanzerte Kampftruppen.
Benannt wurde er nach dem Großen Kurfürsten Friedrich Wilhelm von Brandenburg.